# Living in the Background (canción)
«Living in the Background» es una canción de Baltimora, es el tercer corte extraído del álbum del mismo nombre, y el segundo en ser publicado. La canción alcanzó el puesto número 87 en la lista Billboard Hot 100 de Estados Unidos y el 96 en la lista RPM Top Singles de Canadá. No se lanzó un video para esta canción.
"Living in the Background" no logró atraer la atención del público, ya que, por aquel momento, "Tarzan Boy" lo estaba haciendo.

## Lista de canciones
Sencillo 12" (Alemania) 

| N.º | Título                                        | Duración |  |
| 1.  | «Living in the Background» (Extended Version) | 6:05     |  |
| 2.  | «Running for Your Love» (Extended Version)    | 5:50     |  |
| 3.  | «Living in the Background» (Instrumental Mix) | 4:24     |  |

 Sencillo Club Mix Promo 12" (Estados Unidos) 

| N.º | Título                                      | Duración |  |
| 1.  | «Living in the Background» (Club Mix)       | 6:57     |  |
| 2.  | «Living in the Background» (Single Version) | 3:57     |  |
| 3.  | «Living in the Background» (Instrumental)   | 6:04     |  |

 Sencillo 7" (Estados Unidos) 

| N.º | Título                                      | Duración |  |
| 1.  | «Living in the Background» (Single Version) | 3:58     |  |
| 2.  | «Chinese Restaurant» (Album Version)        | 5:14     |  |

 Remix U.S.A. 1986 (Italia) 

| N.º | Título                                                       | Duración |  |
| 1.  | «Living in the Background» (Remix U.S.A. - Extended Version) | 6:57     |  |
| 2.  | «Living in the Background» (Remix U.S.A. - 7" Version)       | 3:57     |  |
| 3.  | «Living in the Background» (Instrumental)                    | 4:25     |  |

## Posicionamiento en listas
| Lista (1986)                       | Máxima Posición |
| ---------------------------------- | --------------- |
| Canadá (RPM Top Singles)           | 96              |
| Estados Unidos (Billboard Hot 100) | 87              |